# 4 маленькие девочки
«4 маленькие девочки» (англ. 4 Little Girl) — американский исторический документальный фильм 1997 года режиссёра Спайка Ли о гибели четырёх афроамериканских девочек (Addie May Collins, Carol Denise McNair, Cynthia Wesley, Carole Rosamond Robertson) во время взрыва в баптистской церкви на 16-й улице в городе Бирмингем, Алабама 15 сентября 1963 года. Фильм был номинирован на премию «Оскар» в категории «Лучший документальный полнометражный фильм» 1998 года.
В 2017 году внесён в Национальный реестр фильмов, как имеющий «культурное, историческое или эстетическое значение».

## Сюжет
Местное отделение Ку-клукс-клана заложило бомбы в баптистскую церковь на 16-й улице и привело их в действие во время воскресной службы, которая должна была начаться утром 15 сентября 1963 года. Четыре девочки возрастом от 11 до 14 лет были убиты взрывом. Количество раненых было от 14 до 22 человек. Этот террористический акт стал поворотным и ключевым событием в движении за гражданские права чернокожих в США. В результате общественного возмущения, вызванного смертями детей, конгресс США и президент Линдон Джонсон приняли Закон о гражданских правах (1964).
Фильм освещает события связанные с движением о прекращении расовой дискриминации и демонстрациях за гражданские права, произошедшие в 1963 году в городе Бирмингем, Алабама. Приезд Мартина Лютера Кинга на похороны погибших девочек и его помощь в проведении протестов привлекли внимание национальных средств массовой информации. Общество было шокировано применением против протестующих полицейских собак и водомётов. Большое число демонстрантов было арестовано, в результате чего, все местные тюрьмы были забиты до отказа.
Фильм заканчивается судебным процессом и осуждением в 1977 году Роберта Эдварда Чамблисса, также известного как Динамитный Боб, как главного лица, ответственного за взрыв, хотя, он был только одним из четырёх членов Клана причастных этому акту. В фильме также упоминается о поджоге церквей в Бирмингеме в 1993 году, показывая, что, несмотря на достигнутый прогресс, есть некоторые вещи, которые все ещё не изменились.
Спайк Ли использует в фильме интервью с семьей и друзьями девочек, правительственными чиновниками и активистами за гражданские права, а также домашние фильмы и архивные кадры, чтобы не только рассказать историю жизни четырёх девочек, но и представить более широкий исторический и политический контекст того времени.

## Производство
Интерес к созданию фильма возник у Спайка Ли в 1983 году, когда он, будучи студентом Нью-Йоркского Университета, узнал об этих событиях из статьи  в New York Times Magazine. Спайк написал Крису Макнейру, отцу одной из погибших девочек, просьбу разрешить снять по этой истории фильм. Макнейр сначала отказал молодому, начинающему режиссеру, но через десять лет всё же дал своё согласие на фильм. По словам Криса, он изменил свое мнение о поддержке идеи фильма из-за того, что узнал о глубине и точности исследований Спайка. Макнейр сказал: "Очень важно, чтобы это было сделано точно и корректно. Во всех своих исследованиях Ли показывал, что стремится к объективности учитывает широкий круг мнений. Я сторонник фактов".